# ارکان دورماز
ارکان دورماز (ترکی استانبولی: Ercan Durmaz؛ زادهٔ ۱۶ اوت ۱۹۶۵) هنرپیشه، و بازیگر سینما ترک اهل آلمان است.
از فیلم‌ها یا برنامه‌های تلویزیونی که وی در آن نقش داشته‌است می‌توان به پزشک اشاره کرد.